# Пітер Брейгель Старший
Пі́тер Бре́йгель Старший, також відомий як «Селянський» чи «Мужицький» (нід. Pieter Bruegel (Boeren-Bruegel), 1526—1530, Сон ен Брейгель або Бреда, Габсбурзькі Нідерланди — 5 або 9 вересня 1569, Брюссель, Іспанські Нідерланди) — фламандський художник, який створював гравюри та картини. Більшу частину свого життя виконував різноманітні гравюри та згодом став визнаним майстром у цій справі. Брейгель Старший малював переважно жанрові картини та пейзажі, створювати які розпочав лише в останнє десятиріччя перед смертю. Його творчість вважається «піком нідерландського мистецького Відродження», а його самого «вагомим представником Північного Відродження».
Брейгель Старший одним із перших художників, які відійшли від релігійного сюжету для картин на користь зображення простих селян та сцен з їх повсякденного життя. Свого часу вважався «другим Босхом» за наслідування його стилю живопису, що отримав назву «пізня готика» та був популярним на території Нижніх земель, Брабантське герцогство. Рішення Брейгеля зображати простих людей, що зайняті повсякденним життям, відкрило новий творчий шлях для наступних голландських художників. Воно послугувало основою соціально орієнтованого реалізму й натуралізму в мистецтві кінця XIX століття, включаючи вплив на роботи Гюстава Курбе, Жана-Франсуа Мілле та художньої школи передвижників.
Для його творчості характерна іронія та спостережливість. Художня мова Брейгеля зображає архаїчність тогочасного суспільства, народні мотиви, а також політичні та релігійні потрясіння. Художня спадщина Пітера Брейгеля Старшого є невеликою та налічує лише 38 картин, що офіційно віднесені до його авторства та 4, де атрибуція викликає сумніви. Дослідженням та підтвердженням автентичності займався Інститут історії мистецтв Нідерландів (RKD).
Пітер Брейгель Старший став основоположником цілої династії художників: сини Пітер Брейгель Молодший («Пекельний») та Ян Брейгель («Оксамитовий» чи «Райський»), онуки Ян Брейгель Молодший та Амбросій Брейгель, правнук Абрагам Брейгель та інші стали видатними майстрами живопису.

## Життєпис

### Походження
Дата та місце народження Пітера Брейгеля залишається маловідомими. Перші систематизовані відомості про його походження були знайдені в книзі Лодовіко Гвічардіні «Descrittione di Lodovico Guicciardini patritio fiorentino di tutti i Paesi Bassi altrimenti detti Germania inferiore» (1567 рік). В ній італієць вказував місцем народження Брейгеля місцевість навколо Бреди, Брабантське герцогство. Іншої думки був Карел ван Мандер у своїй книзі «Життєписи художників». Він вважав, що місце народження було одне з невідомих селищ в Брабантському герцогстві, ймовірно — Сон ен Брейгель. Певний час існувала думка про те, що художник народився біля міста Гертогенбос приблизно в 1515 році. Таким чином прибічники цієї версії пов'язували Брейгеля з Босхом не тільки географічно, а й хронологічно. Наголошувалося, що помітний вплив Босха на творчість Брейгеля викликаний спільною місцевістю народження чи проживання. Однак, ця гіпотеза не знайшла наукового обґрунтування. Популярність Босха зберігалася десятиліттями після його смерті й Брейгелю зовсім не потрібно було з'являтися на світ одразу слідом за ним й в одному місці. Крім того, настільки ранне датування ставить під сумнів взагалі талановитість Брейгеля, як художника. Це викликане тим, що у разі народження в 1515 році його учнівство тривало б до тридцяти шести річного віку. Такий рідкісний випадок неодмінно зберігся б в записах як гільдії, так і книзі Карела ван Мандера. Після цього з'явилася версія, що Брейгель народився в 1530 році, що може бути більш наближеним до істини. Оскільки, таким чином, він став майстром у двадцятиоднорічному віці, що було цілком ймовірно за тих часів. Однак, звідси слідувало б те, що він помер взагалі не доживши до сорока років. Наразі більшість сучасних дослідників схиляються до думки, що Брейгель народився в 1525 або 1526 році. Італійські дослідження, що були проведені Джованні Арпіно та П'єро Б'янконі, називають період народження Брейгеля між 1525 і 1530 роками, але, ймовірно, дещо раніше. Дослідники Інституту історії мистецтв Нідерландів (RKD) офіційно віднесли час його народження в період між 1526 і 1530 роками.
Згідно з останніми дослідженнями у Брабантському герцогстві немає поруч з Бредою села з назвою «Брейгель», чи схожого або просто співзвучного з ним. Ретельне вивчення старовинних карт і земельних описів підтверджує таку відсутність і в XVI столітті. Це призвело до того, що дослідники розділилися на декілька груп. Одні вважають, що художник народився в місті Бреда, а відсутнє поруч з цим містом село «Брейгель» ван Мандер вигадав, вважаючи, що селянські мотиви у творчості художника можуть бути пояснені лише сільським походженням. Ймовірно, що розмірковуючи саме так ван Мандер утворив назву села від прізвища художника. Інша група дослідників звернулася до фахівців з нідерландської топоніміки — науки про історію географічних назв. За допомогою цього вдалося встановити, що існують дві або три села з назвою, співзвучною з прізвищем художника. Перше з них, Брейгель за тих часів, а наразі Сон ен Брейгель, розташоване неподалік Ейндговена в Північному Брабанті. В Лімбурзі розташовані ще два села Великий Брогель та Малий Брогель, які за часів художника були в складі Лімбурзького герцогства. Всі три вказані села розташовані в рукавах річки Доммель, яка, окрім того, протікає біля міста Гертогенбос. Таким чином деякі дослідники намагалися пояснити значний вплив Босха на ранню творчість Брейгеля. Хоча Босх і помер приблизно за десять-п'ятнадцять років до імовірного народження Брегеля, цілком ймовірно, що в Гертогенбосі ще залишалася його художня майстерня. Саме там він міг отримати початкову художню підготовку в одного з учнів Босха. Додатково на користь його народження в околицях герцогства Лімбург свідчить наступний факт. В XVI столітті на цих землях не існувало жодного міста з назвою Бреда, але було зі схожою — Бре (нід. Bre). В ті часи його назву іноді писали в латинізованій формі — Бреда (лат. Breda). Рене ван Бастеляр (фр. René van Bastelaer) перший серед дослідників, який наголошував, що ван Мандер змішав за співзвучністю назви вищезгаданих міст, що надалі спричинило плутанину. Початково в його книзі «Життєписи художників» інформація могла бути подана наступним чином: «Пітер Брейгель народився в селі Брейгель, розташованого неподалік від міста Бре, інакше Бреда, що в провінції Лімбург». Через це, згодом, в усній традиції ці відомості могли злитися в коротку формулу: «Пітер з Брейгеля біля Бреди».

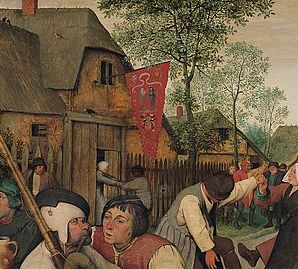
Герб ополчення лучників святого Севастіана, фрагмент з картини Пітера Брейгеля Старшого «Фермери, що танцюють на весіллі просто неба» (1566)

Свого часу Лодовіко Гвічардіні, Манфред Селлінк, Андре Воутерс (англ. André Wauters) та Олександр Від (нім. Alexander Wied) ставили під сумнів селянське походження Брейгеля. Вони вбачали його «містянином, високоосвіченим та у дружніх стосунках з гуманістами свого часу». Саме тому, на переконання Селлінка, Брейгель був художником, який розважався висміюючи у своїх картинах трохи відсталих селян. У XIX столітті Воутерс припустив, що живописець був пов'язаний родинними зв'язками з професором медицини П'єром Бруґеліо (фр. Pierre Brugelio), який жив у Брюсселі в 1570-х роках. Якщо прийняти на віру міркування Воутерса, він міг бути двоюрідним братом Пітера Брейгеля Старшого. У 2019 році бельгійський історик мистецтва Ян ван дер Сток під час публічної лекції висловив припущення, що художник народився в Бреді. Його батьками були Адріан Янссен ван Бреда (нід. Adriaan Janss. van Breda) та Петронелла Руббенс (нід. Petronella Rubbens), які переїхали до Антверпена в 1544 році. Пояснення, чому художник прийняв прізвище Брейгель, а не дотримувався «ван Бреда» вчений не надав.

Під час останніх досліджень біографії художника було знайдено запис в будинку для пристарілих Сінт-Янсгейс (нід. Sint-Janshuis) в Берген-оп-Зомі. В ньому було зазначено, що 17 березня 1553 року до закладу було прийнято колишнього цирульника маркграфа Яна IV Глімса ван Берген-оп-Зом — Пітера Брейгеля (нід. Pieter Bruegel). Він був на особливому становищі й отримував подвійну корродію (утримання). В ті часи цирульники належали до середнього класу в суспільстві, були членами гільдії та мали право на самоорганізацію. Таким чином, Брейгель міг забезпечити свого сина найкращою освітою та сплачувати її. Якщо прийняти на віру цю гіпотезу, то стає зрозумілим, що завдяки положенню батька Пітер Брейгель вже з дитинства мав доступ до палацу маркіза. Ця будівля вважалася однією з найкрасивіших міських палаців пізньої готики в Західній Європі.

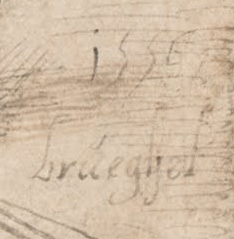
Набільш ранній підпис Брегеля Старшого (1556 рік, ще присутня літера «h»)

Історик мистецтва Ян Пітерс (нід. Jan Peeters) встановив зв'язок між Берген-оп-Зомом та об'єктом, який Брейгель зобразив на картині «Фермери, що танцюють на весіллі просто неба» (1566). На задньому плані на будівлі висить геральдичний прапор, який зображає герб, де на білому тлі три червоні хрести Андрія Первозванного, а також святі Гертруда Нівельська та Святий Севастіан. На думку Пітерса, це унікальна комбінація святих та герба, яку можна віднести лише до ополчення лучників святого Севастіана, що базувалися або в Берген-оп-Зомі, або в селі Боргвліт, розташованому на південь від Берген-оп-Зома. Важко уявити, що Брейгель міг намалювати цей прапор з уяви, а не бачив його особисто. Таким чином, знахідка Пітерса свідчить про гіпотетичний зв'язок між картиною, зробленою Брейгелем Старшим, та Берген-оп-Зомом.
Вже в дорослому віці художник підписував документи переважно формою «Pieter Bruegel» опускаючи літеру «h» (Pieter Brueghel). Ця зміна відбулася після 1559 року, хоча в майбутньому його сини повернулися до написання власних прізвищ з літерою «h». Ван Мандер, а надалі й багато інших ранніх істориків мистецтва та критиків, обережно припускали, що Брейгель походив з просто людинського середовища, відповідно до надмірного акценту на селянські жанрові сцени в його картинах. Водночас сучасні дослідники наголошують на інтелектуальному змісті його картин і роблять висновок, що насправді існують всі підстави говорити про бюргерське походження Брейгеля та освіченість.

### Освіта
Нідерланди в XVI століття були місцем значного поширення друкарства й виготовлення великих за обсягом тиражів відносно дешевих книг. За часів народження Брейгеля більшість нідерландських селян вміла читати та писати. Це було досить незвичайним для інших європейських держав, що з подивом підтверджували представники знаті, які приїжджали з Іспанії. Відсутні будь-які відомості про початкову освіту Брейгеля. Дослідники припускають, що він навчався або в рідному селі або найближчому до нього місті, де першим його вчителем, напевно, був священнослужитель. Оскільки збереглися зразки почерку Брейгеля дослідники зробили висновок про звичність письма для художника, адже літери виконані твердо та чітко. Підписи його власних гравюр дозволяють говорити про обізнаність Брейгеля латині, яка в ті часи входила в початкову освіту. Дослідження ранніх робіт відкрило той факт, що художник був обізнаний з античною міфологією. Разом з тим вона не займала значного місця в його творчості, де значно більше робіт пов'язано зі Старим і Новим Заповітом. Деякі з них були виконані основані на текстах, які порівняно рідко вибиралися художниками його часу. Отже, Брейгель був здатний самостійно читати та вивчати Біблію.

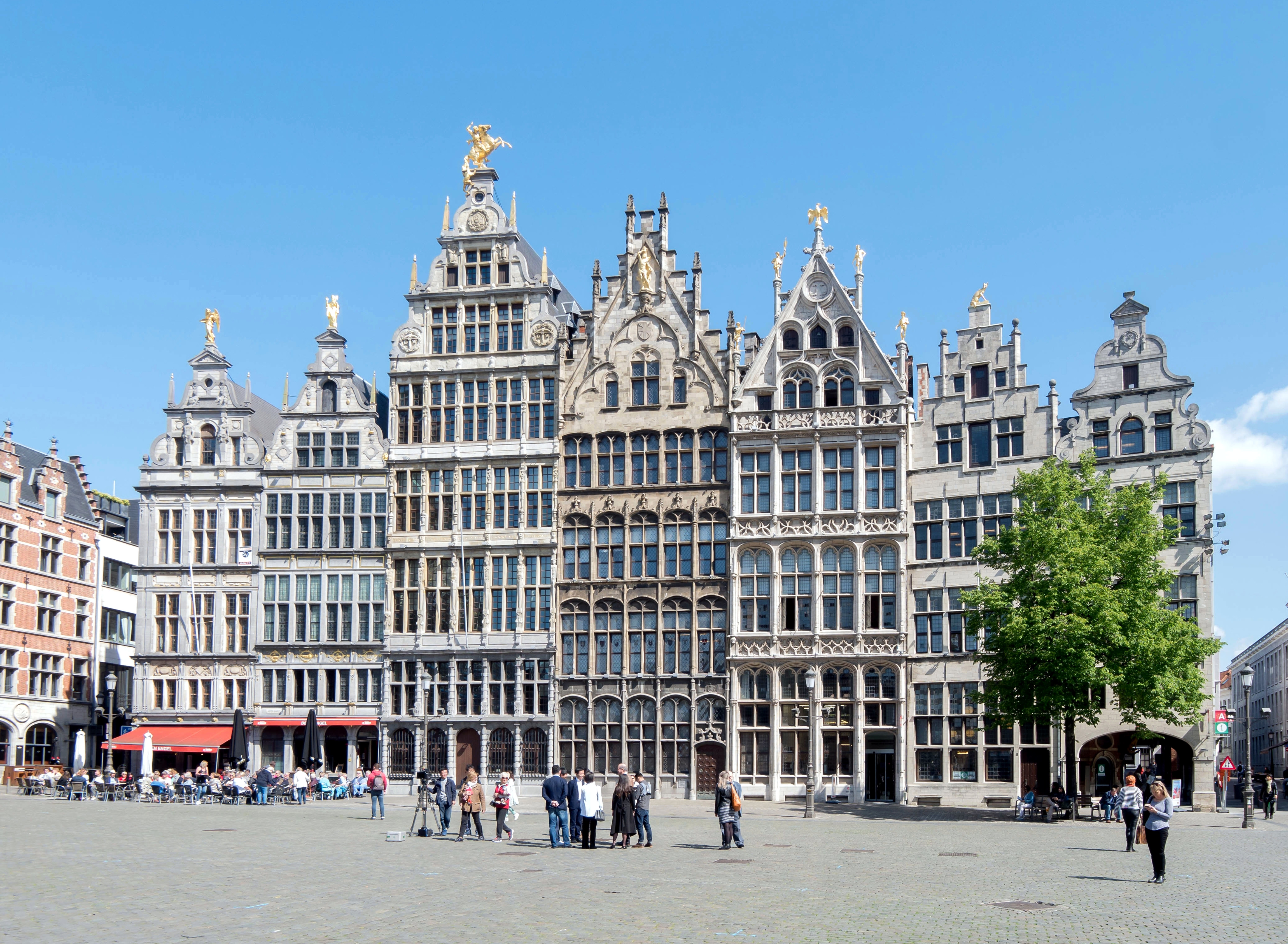
Будівля Гільдії Св. Луки в Антверпені (сучасний стан після численних реконструкцій)

Рання мистецька підготовка Брейгеля була отримана під час навчання у фламандського художника Пітера Кука ван Альста в період з 1545 по 1550 рік. Після смерті останнього 6 грудня 1550 року Брейгель, ймовірно, остаточно переїхав до невеликого міста Мехелен, що розташоване неподалік Антверпена. Задокументовані відомості про його діяльність в цьому місті належать до періоду між вереснем 1550 по жовтень 1551 року. Наприкінці 1551 року Брейгель переїхав до Антверпена, де отримав своє перше вагоме доручення, а саме допомагати у створенні вівтарного триптиха для гільдії виробників рукавиць. Ймовірно він був запрошений до роботи завдяки мистецьким зв'язкам вдови ван Альста — Майке Верхюльст. Навіть після смерті чоловіка вона разом зі своїми дітьми, вважалася родиною успішних та впливових художників. Самостійну творчість Брейгель фактично розпочав з 1551 року, коли був прийнятий до гільдії Святого Луки в Антверпені — впливової організації, яка регулювала торговельні відносини живописців, ремісників та торговців. За її правилами (які поширювалися на будь-яку з них, будь то амстердамська, делфтська чи інша) всі художники повинні були пройти певний період навчання у майстра-художника члена гільдії. Під час цього учень ретельно навчався мистецтва та ремеслу живопису. Лише після прийняття до гільдії художнику дозволялося підписувати й продавати власні картини, а також картини інших живописців. Лише членство надавало право брати собі учнів. При вступі додатково потрібно було представити членам комісії так звану картину шедевр, щоб довести свою майстерність. Таким чином участь у створенні вищевказаного вівтарного триптиха могла бути вступною роботою Брейгеля. Окрім того, додатково вступник мав сплачувати внески, а також бути бюргером міста.
У список антверпенської гільдії він був внесений так: «Peeter Breughels schilder». Слід звернути увагу на кінцеве «s» в слові «Breughels». В ті часи воно було звичайним, якщо в документі йшлося про людину простого походження, який не набув ще родинного прізвища або прізвища по батькові. Прізвище йому замінювало позначення місця, звідки він родом. Якщо прийняти це тлумачення на віру, то запис в книзі гільдії можна прочитати так: «Пітер з Брейгеля, живописець».
Ранні роки творчості Брейгеля пов'язані не зі створенням картин, а з гравюрами. Його перші роботи були замальовками для гравюр, виконані на замовлення видавництва Ієроніма Кока «На чотирьох вітрах» (нід. Aux Quatre Vents). Ймовірно, подальша подорож Брейгеля до Італії була викликана не тільки захопленням гравюрами, а також специфічною тематикою видавництва Кока. В його журналах були зображення старовинних та тогочасних картин, портрети знаменитих людей, архітектурних споруд та їхніх руїн. Ці малюнки можна було зробити в Італії, куди вирушало багато художників.

### Подорож до Італії

#### На шляху до Італії

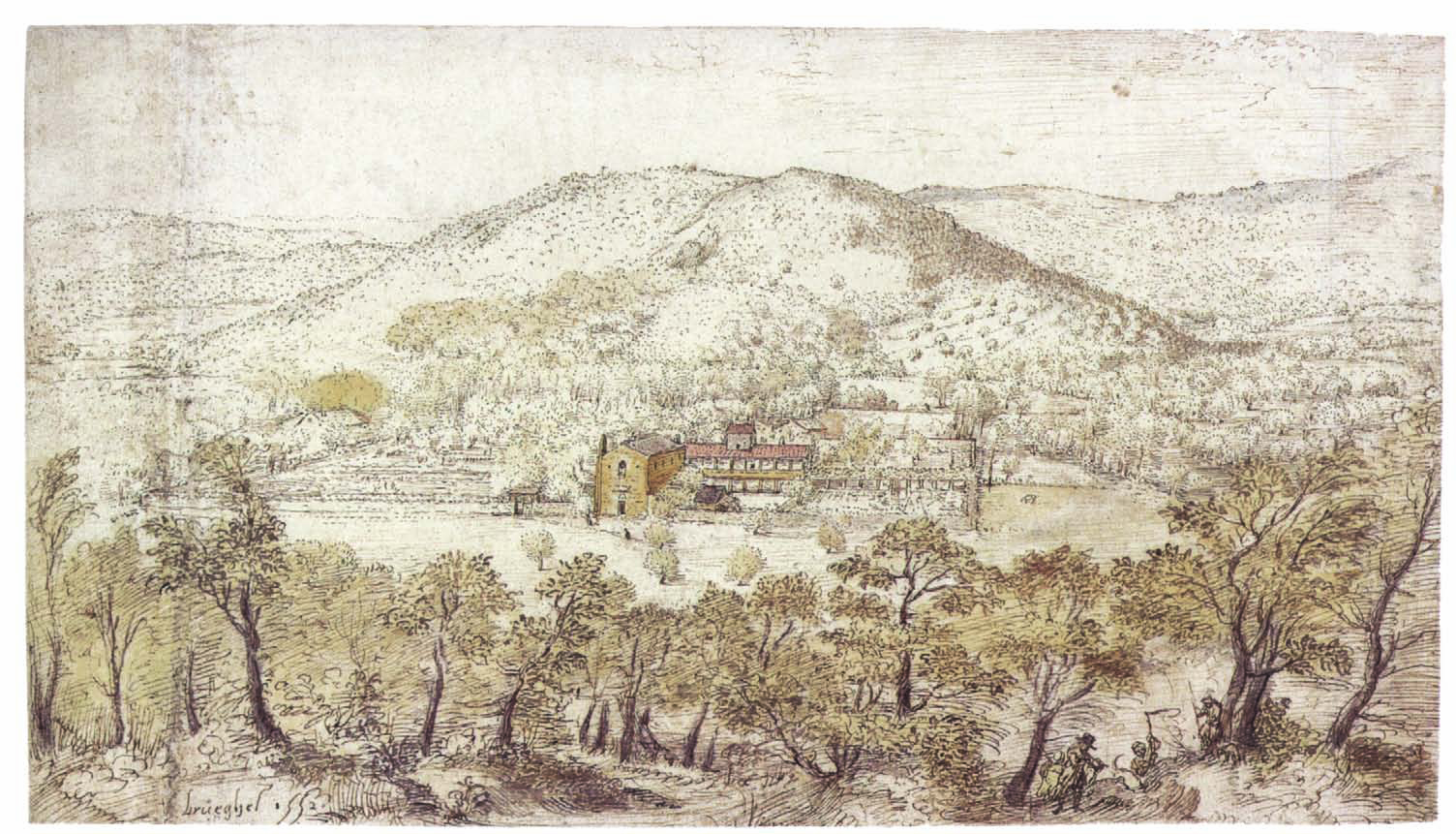
«Південний монастир у долині» (1552) — гіпотетичне свідчення перебування Брейгеля на півдні Франції.

Пітер Брейгель вирушив до Італії в ті часи, коли подорожі туди, починаючи з другої половини XVI століття, набули значної популярності. Разом з ним більшість відомих північноєвропейських художників, яких італійці узагальнено називали «Fiamminghi», вважали за необхідне відвідати руїни споруд античності та ознайомитися з роботами італійських майстрів. Більшість колег Брейгеля їхали до Італії, щоб вивчити техніку італійського живопису, однак, сам Брейгель не перейняв цей стиль. Під час подорожі у нього розвинулося вміння спостереження та передачі реалізму, що надалі стало його художньою ознакою та відмінністю. Саме в цей час Брейгель відкрив у собі талант пейзажиста й збережені роботи тих часів складаються виключно з пейзажних малюнків. Досить складним є визначення моменту, коли він покинув Антверпен. Дослідники припускають, що імовірно художник вирушив на південь в напрямку до Італії на початку навесні 1552 року, оскільки розпочинати подорож взимку не мало практичного сенсу. Тогочасні мандрівники рідко подорожували поодинці, бо тривала поїздка супроводжувалася багатьма ризиками. Таким чином Брейгель міг вирушити у подорож у складі групи з міркування безпеки та фінансової практичності. Від купців Брейгель безумовно міг дізнатися, що в Північній і Центральній Італії знову почалася династична війна за Парму і Пьяченцу. У ній брали участь війська імператора, Папи Римського й французького короля. На півдні Німеччині теж було неспокійно. Хоча довга ворожнеча між імператором Карлом V та французьким королем Генріхом II теж не припинилася, дорога через Францію все ж була більш безпечною. В різні часи дослідники висували припущення, що ймовірними компаньйонами в подорожі Брейгеля могли бути: Мартен де Вос, Жак Йонгелінк чи Абрагам Ортеліус. За іншою інформацією Брейгель поїхав до Італії, щоб вдосконалити мистецтво та зробити художню майстерню Пітера Кука ван Альста більш конкурентно спроможною. Існує також думка, що після смерті наставника Брейгель разом зі вдовою Майке Верхюльст був відповідальний за майстерню. Оскільки свого часу ван Альст відвідав Італію, то після його смерті саме Верхюльст могла виступити ініціатором поїздки Брейгеля. Маршрути подорожі до Італії значною мірою пролягали тогочасними поштовими дорогами, які здебільшого розташовувалися на стародавніх торгових шляхах. Імовірно відомо, що в травні 1517 року з Антверпена вирушила група паломників до Єрусалиму. В дорозі вони вели записи, які збереглися, й були згодом знайдені в архівах. Ці мандрівники 7 травня покинули Антверпен і в той же самий день прибули до Брюсселя, 10 травня вони були в Като-Камбрезі, 12-го — в Реймсі, 13-го — в Шалоні, 18-го — в Діжоні та 22-го — в Ліоні. Таким чином їхня подорож зайняла п'ятнадцять днів, що говорить про подолання від сорок п'ять до п'ятдесяти кілометрів за день. Ймовірно, що шлях Брейгеля через кілька десятиліть міг повторити їхній маршрут. Через брак фактичних доказів думки вчених стосовно маршруту подорожі Брейгеля різняться. Перша робота, що засвідчує його поїздку, стосується втраченої нині картини «Вид на Ліон», яка в 1577 році була зазначена в колекції Джорджо Джуліо Кловіо (італ. «Un quadro di Leon di Francia. Aguazzo di mano di Mro Pietro Brugole»). Ліон був важливим містом на шляху художників до Італії. Більшість ранніх дослідників припускали, що після Ліону Брейгель продовжив подорож у східному напрямку й дістався Італії через гірський масив Альпи. Однак, ретельний аналіз деяких з його найдавніших пейзажних малюнків дозволяє сучасним дослідникам говорити про те, що Брейгель, ймовірно, з Ліону попрямував на південний схід Франції, а саме в регіон Прованс — Альпи — Лазурний Берег.

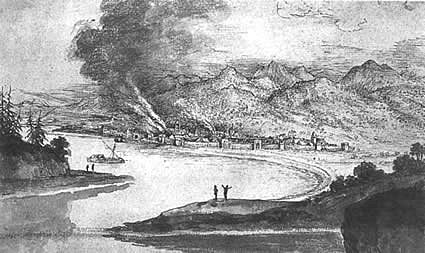
«Вид на Реджо-Калабрія» (бл. 1552) — вірогідне свідчення перебування Брейгеля на півдні Італії.

Таким чином існує думка, що він перетнув Альпи вже повертаючись з Італії до Антверпена. «Південний монастир у долині» — один із найдавніше відомих пейзажних малюнків Брейгеля. Він виконаний пером та коричневим чорнилом, а сам аркуш паперу містить французький водяний знак та датування «1552 рік». Одні дослідники вважали, що малюнок був створений на узбережжі моря між Римом та Неаполем, а папір придбаний власне в Римі. Інші заперечували цю думку й наголошували на тому, що зображений монастир Брейгель змалював з каплиці Сен-Блез в Ле-Бо-де-Прованс або абатства Сененк неподалік Горд. Ймовірна присутність художника на південному сході Франції пояснювалась тим, що на шляху до апеннінського півострова мандрівники відвідували Марсель. Це місто разом з тогочасним портом було одним із найстаріших міжнародних портів Середземного моря й відігравало центральну роль у торгівлі між середземноморським регіоном та західною Європою.

#### В Італії
В 1960-х письменник та дослідник Генріх Вальтер Менцель припускав, що Брейгель вирушив до Італії з Марселя або морем за допомогою фелюги. Якщо ж його маршрут пролягав лише сушею, то він пересувався або пішки або екіпажем чи на конях. На користь останнього говорить той факт, що тогочасні мандрівники досить часто подорожували узбережжям Лігурії, а Генуя була популярним місцем відпочинку серед художників Нижніх земель. Наразі присутність Брейгеля в регіоні Лігурії є гіпотетичною, на відміну від південних регіонів Італії, де присутність художника підтверджена. Доказом цьому слугує малюнок — «Вид на Реджо-Калабрія». Сюжет пов'язаний з реальною подією, яка відбулася в період між 1552 та 1553 роками в ході турецько-італійської війни. Турецькі кораблі досить часто нападали на італійські порти й саме один з таких епізодів Брейгель міг зобразити бувши очевидцем (лат. ad vivum) або за розповідями місцевих жителів. Таким чином дослідники Менцель, Домінік Алларт (нід. Dominique Allart) та Нілс Бюттнер (нід. Nils Buttner) сходяться на думці, що Брейгель перебував на півдні Італії в період між 1552—1553 роками.

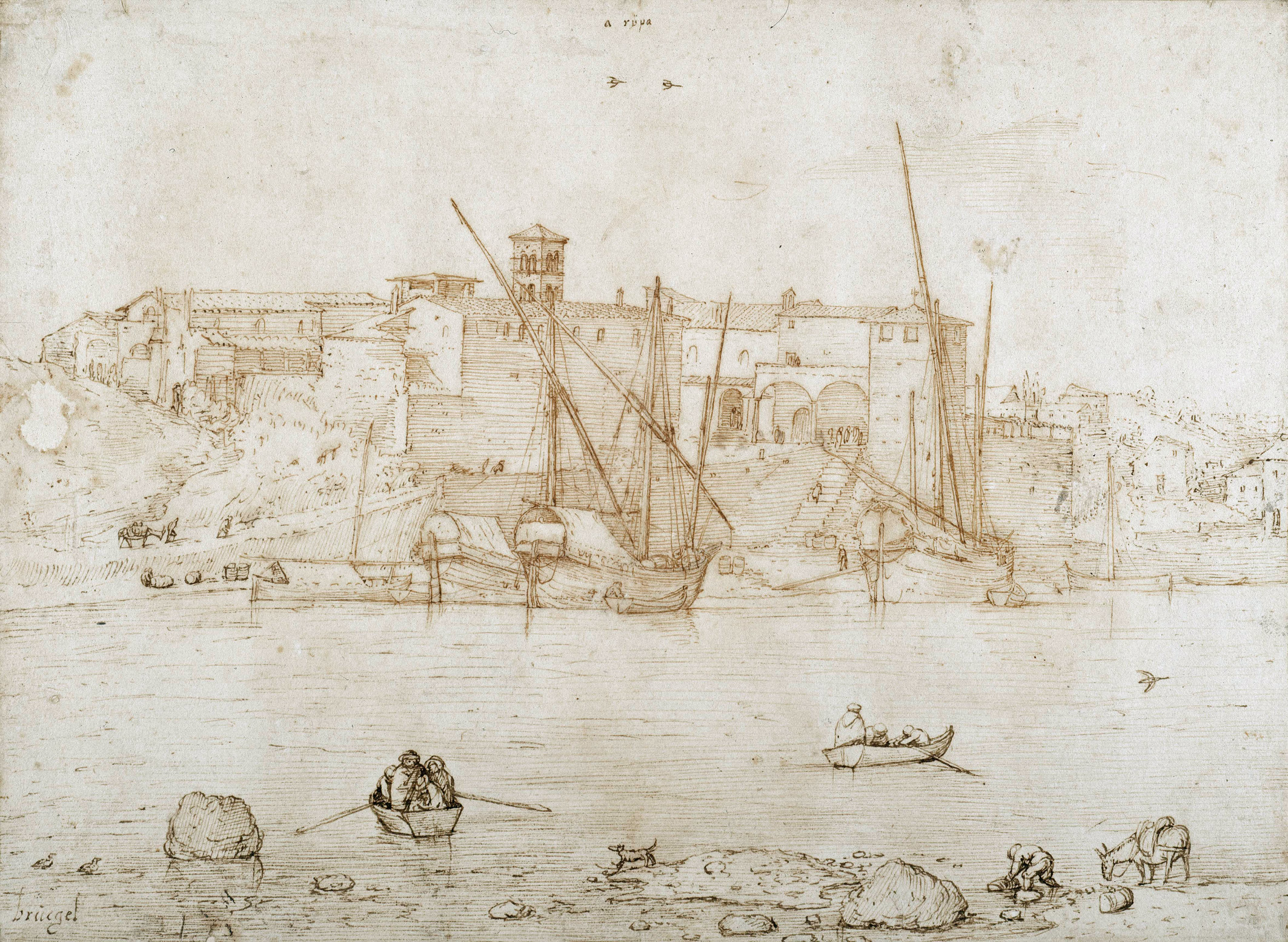
«Вид на Ріпа Гранде» (бл. 1553) — вірогідне свідчення перебування Брейгеля в Римі.

Подорож Брейгеля зрештою привела його до Рима, тогочасного епіцентру античності та мистецтва. Це місто було популярним серед художників-мандрівників. Декілька візуальних джерел підтверджують присутність Брейгеля в Римі, куди він, ймовірно, прибув в період між 1553—1554 роками. Єдиним беззаперечним джерелом є малюнок з підписом Брейгеля — «Вид на Ріпа Гранде». Професор музеології та мистецтва Манфред Селлінк (нід. Manfred Sellink) вважає, що художник виконав малюнок після повернення, але цілковито впевнений, що попередні ескізи були зроблені на південно-східному березі річки Тибр. Брейгель зобразив порт Ріпа Гранде — тогочасну головну гавань Рима. Опосередкованими доказами перебування художника в Римі слугують дві картини: Зведення Вавилонської вежі (1563) та Зведення Вавилонської вежі (1568) років. Хоча картини й різняться між собою, обидва зображення вежі демонструють очевидну подібність з Колізеєм. Крім того, перебування Брейгеля в Римі також підтверджується в письмових джерелах, як то записах Джорджо Джуліо Кловіо, що дає змогу говорити про ймовірну особисту зустріч художників. Відомості про те, коли Брейгель залишив Рим відсутні, але дослідники схильні до думки, що він покинув Італію близько 1554 року.

#### Повернення до Антверпена
Подорожі через Альпи ще за часів середніх віків вважалися небезпечним наміром. Протягом XVI століття страхітливі настрої поступово змінювались на велике захоплення, що супроводжувалося інтересом до цього регіону з боку художників. Брейгель беззаперечно був в Альпах, гірські краєвиди яких певною мірою вплинули на його творчість. Ван Мандер описуючи цю подорож зазначав, що Брейгель коли був в Альпах «наковтався всіх тих гір та скель й виплюнув їх на своїх полотнах коли повернувся додому». Крім цих відомостей існують й інші візуальні свідчення перебування художника в Альпах. В 1980 році куратор національної галереї мистецтва в Вашингтоні Конрад Обергубер висунув гіпотезу, що Брейгель перетнув Альпи на шляху до Італії, а не у зворотному напрямку. Свої припущення він будував на основі близько двадцяти тісно пов'язаних малюнків із зображенням альпійських пейзажів, які довгий час вважалися свідченням присутності Брейгеля в Альпах. Додатково він намагався спростувати думку дослідника XIX століття Анрі Іманса який вважав, що Брейгель перетнув Альпи під час зворотного шляху в період між 1554 та 1555 роками.

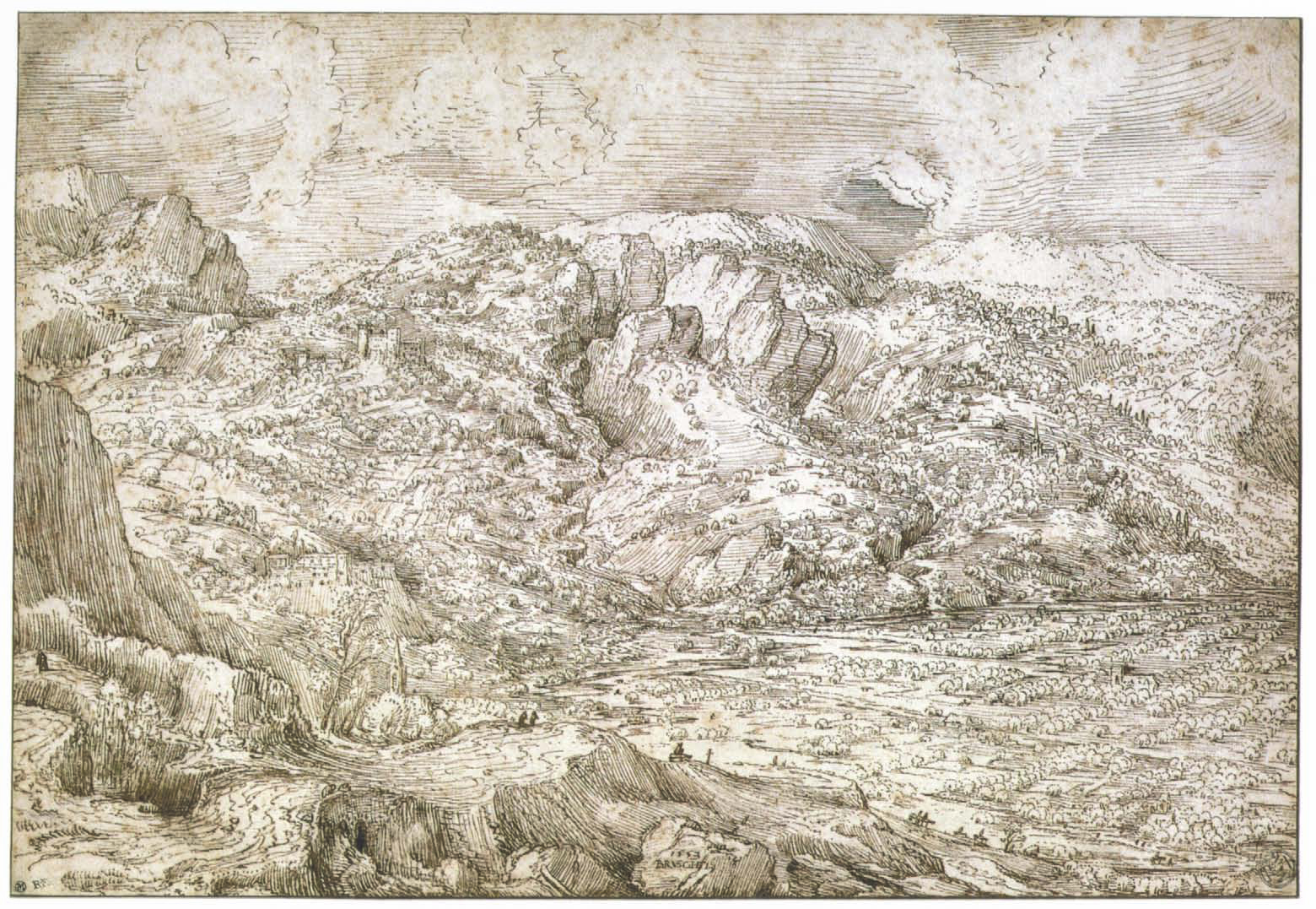
«Альпійський пейзаж» (бл. 1553) — вірогідне свідчення перетину Брейгелем Альпійських гір.

Однак, у 1991 році Ганс Мільке (нім. Hans Mielke) спростував те, що двадцять малюнків із зображенням альпійських пейзажів належать авторству Брейгеля. Це викликало суперечки в науковому середовищі, адже до цього часу дослідники вважали ці малюнки неспростовним доказом перебування художника в Альпах. Мільке виявив, що водяний знак на двох малюнках датується серединою 1580-х років. Він запропонував віднести всі двадцять малюнків до атрибуції Руланта Саверея. У 2001 році куратор музею мистецтва Метрополітен Надін Оренштайн (англ. Nadine Orenstein) запропоновувала віднести цю серію з двадцяти малюнків до атрибуції анонімного «майстра гірського пейзажу». Таким чином гіпотеза Обергубера про перетин Брейгелем Альп на шляху до Італії була визнана сумнівною та втратила більшість прихильників. Сучасні вчені та дослідники схильні до думки, що художник перетнув гірський масив на зворотному шляху. «Альпійський пейзаж», що розташований в Луврі, вважається неспростовним доказом того, що близько 1553—1554 року Брейгель перетинав Альпійські гори. В 1640 році під час інвентаризації речей Пітера Пауля Рубенса був знайдений документ з написом «Den Berg Sint-Godard door den Ouden Bruegel», що дозволяє говорити про перетин Брейгелем перевалу Готтард. Іншим доказом була книга «Життєписи художників» у колекції антверпенського торговця мистецтвом Пітера Стевенса (нід. Peeter Stevens). В ній він робив власні помітки на полях та записи, серед яких було знайдено наступний: «Вид на Сен-Готард, написано Брейгелем в 1563 році, дуже гарний й відомий любителям мистецтва» (нід. Gezicht op de Sint-Gotthard, geschilderd door Bruegel in 1563, seer curieux, vande liefhebbers wel beken). Картина вважається втраченою й окрім цього запису не збереглося ані малюнків, ані гравюр. Ці відомості дозволяють говорити про становлення репутації Брейгеля, як фахівця з передачі гірських ландшафтів. Перебуваючи під враженням, після повернення до Антверпена, художник створив серію малюнків, гравюр або картин з пейзажами, більшість з яких не збереглася до нашого часу. Вони були надруковані видавництвом Ієроніма Кока «На чотирьох вітрах».

### Діяльність в Антверпені
З подорожі Брейгель повернувся до Антверпена в тяжкі часи не лише для міста, а й для Нідерландів в цілому. Карл V зазнав ряд військових поразок, набирала обертів фінансова криза. Зрештою імператор зрікся престолу й розділив свою імперію між двома спадкоємцями. Новим королем став Філіп II, що ознаменувалося радикальними реформами. Збіг різних обставин призвів до того, що в Габсбурзькій імперії розпочався тривалий період економічної кризи, що змусило імператора офіційно оголосити про банкрутство. Найбільш постраждало місто Антверпен, що втратило свою торгову та банківську могутність. Купцям довелося скорочувати свої витрати, було введено величезне мито на ввезення товарів, нідерландським купцям заборонили вести самостійно справи з колоніями. Інквізиція нарощувала свою діяльність. Художникам стало куди важче, ніж раніше, отримувати замовлення. За деякими джерелами, живописців в Антверпені було близько трьохсот. У будь-якому разі їх кількість почала значно перевищувати попит на картини, що стрімко падав. До того ж сильно здорожчали всі матеріали для живопису: дошки, пензлі, фарби, особливо закордонні. Саме ці несприятливі умови змусили Брейгеля займатися графікою. Безліч людей, які не мали коштів, щоб купити картину, хотіли бачити відтворення знаменитих робіт, пейзажі далеких країв, зображення побуту й костюмів, сатиричні та повчальні сцени хоча б у вигляді гравюр.

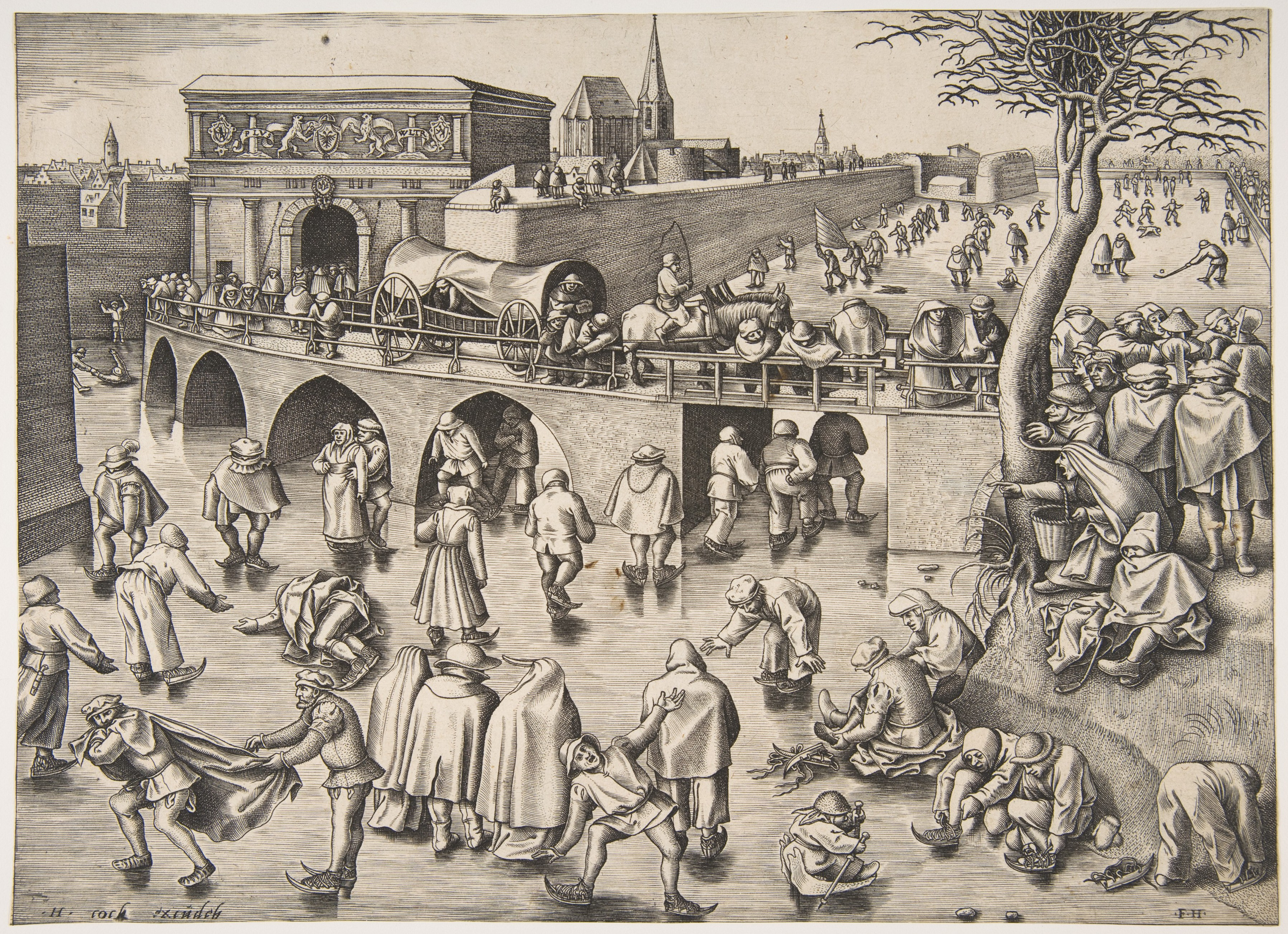
«Катання на ковзанах біля воріт Антверпена» (або «Катання на ковзанах біля воріт Св. Георгія в Антверпені»), гравюра за малюнком або картиною Брейгеля.

Дослідники вважають, що Брейгелю дуже пощастило познайомитися з Ієронімом Коком. В його друкарні він створив безліч малюнків та гравюр, які продавалися на ярмарках, їх розносили по селах бродячі торговці. Датування на гравюрах за малюнками Брейгеля, виданих Коком, належать до часу його повернення з італійської подорожі. Гіпотетично він міг розпочати працювати для Кока до подорожі, але ніяк не раніше смерті свого вчителя. Відомо, що спочатку роль Брейгеля в крамниці «На чотирьох вітрах» була дуже скромною. Навіть через кілька років, коли він отримав певну популярність, Кок видавав гравюри за його малюнками без підпису або за чужим підписом. Він міг певний час використовувати Брейгеля не як самостійного художника, а як людину, котра за невелику плату копіює й компонує популярні сюжети. Імовірно відомою роботою, що була створена невдовзі після повернення з Італії була гравюра — «Катання на ковзанах біля воріт Антверпена». Невідомим залишається лише питання: це був лише малюнок чи повноцінна картина? Брейгель характеризувався, як норовливий художник, який здатен створити не тільки сатиричні малюнки, але й такі, яки могли викликати гнів з боку представників влади чи інквізиції. Через це художники сварилися й саме цим пояснюється тривалий час видання гравюр без підпису авторства Брейгеля. Усі наступні роботи, видані Коком за малюнками Брейгеля, містять підпис, за винятком тих випадків, коли видавати гравюру з підписом було небезпечно. В такому випадку на них не було ні підпису Брейгеля, ні підпису гравера, ні імені видавця. Підтвердженням цьому було видання серії гравюр «Сім чеснот», якій передувала інша — «Сім смертних гріхів». Гравюри за малюнками Брейгеля з цих серій мали не тільки успіх, але й розійшлися серед широкого загалу, їх повторювали, їм наслідували далеко за межами Нідерландів, їх мотиви використовували в інших видах мистецтва. Навіть при дворі іспанського імператора був величезний гобелен «Спокуса святого Антонія». На ньому були виткані безліч фантастичних чудовиськ, які довгий час вважалися наслідуванням Босха. Проте, сучасні дослідники ретельно звіривши їх з роботами Брейгеля, переконалися, що вони повторюють фігури чудовиськ, яких він зобразив у «Семи смертних гріхах».

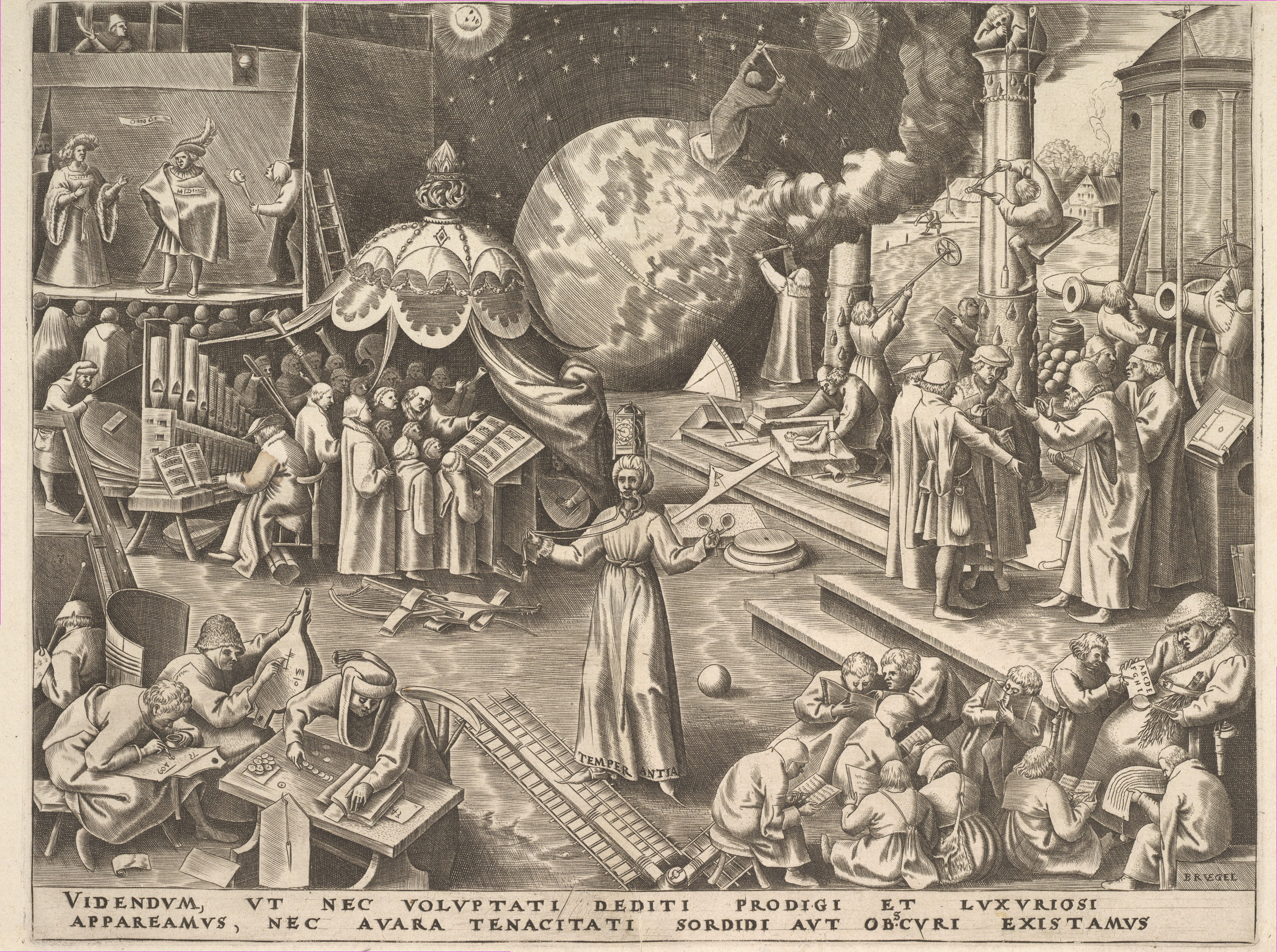
«Стриманість» (бл. 1559), гравюра за малюнком Брейгеля.

В Антверпені Брейгель завів тісну дружбу з Абрагамом Ортеліусом. Останній був значною та шанованою особою в суспільстві. Дружба з Ортеліусом відкривала перед Брейгелем світ тогочасної науки. Саме цей факт пояснює зображення Брейгелем лінійок, циркулів, а також малюнок земної кулі з нахиленою віссю. В той час цей факт не належав до загальновідомих шкільних істин. Яскравим прикладом цьому слугує гравюра «Стриманість» з серії «Сім чеснот», що була створена близько 1559 року.

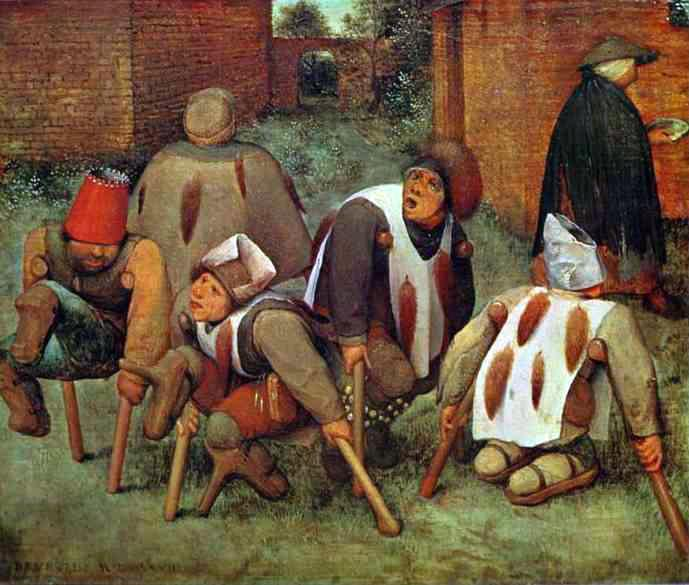
Жебраки (Каліки) (1568), Лувр, Париж, олія на полотні

Невідомо коли Брейгель перестав працювати на Ієроніма Кока. Дослідники припускають, що Брейгель якщо й мав власну майстерню — вона була невеликою. Через те, що він приділяв багато часу роботі, заледве міг мати учнів або багато помічників. У своїй книзі ван Мандер не вказав жодного художника учнем Брейгеля, відсутній будь-який запис про це в списках гільдії. Це дозволяє говорити про те, що майже всю підготовчу роботу Брейгель міг робити власноруч. Його картини, написані маслом на дереві, збереглися в доброму стані й до нашого часу. Гірше справи були з роботами, написаними темперою на полотні. Ця техніка вважається менш надійною й саме через це такі картини коштували значно дешевше. Вони були розраховані на небагатого покупця. Судячи з усього, Брейгелю довелося створювати їх у великій кількості, через фінансову кризу в країні. Швидше за все, саме такі недорогі роботи купував у нього Ганс Франкерт. Останній був купцем, що переселився до Антверпена з Нюрнберга. Його досить часто бачили в оточенні Брейгеля, коли він супроводжував художника в прогулянках околицями міста чи під час створення малюнків.

### Переїзд до Брюсселя

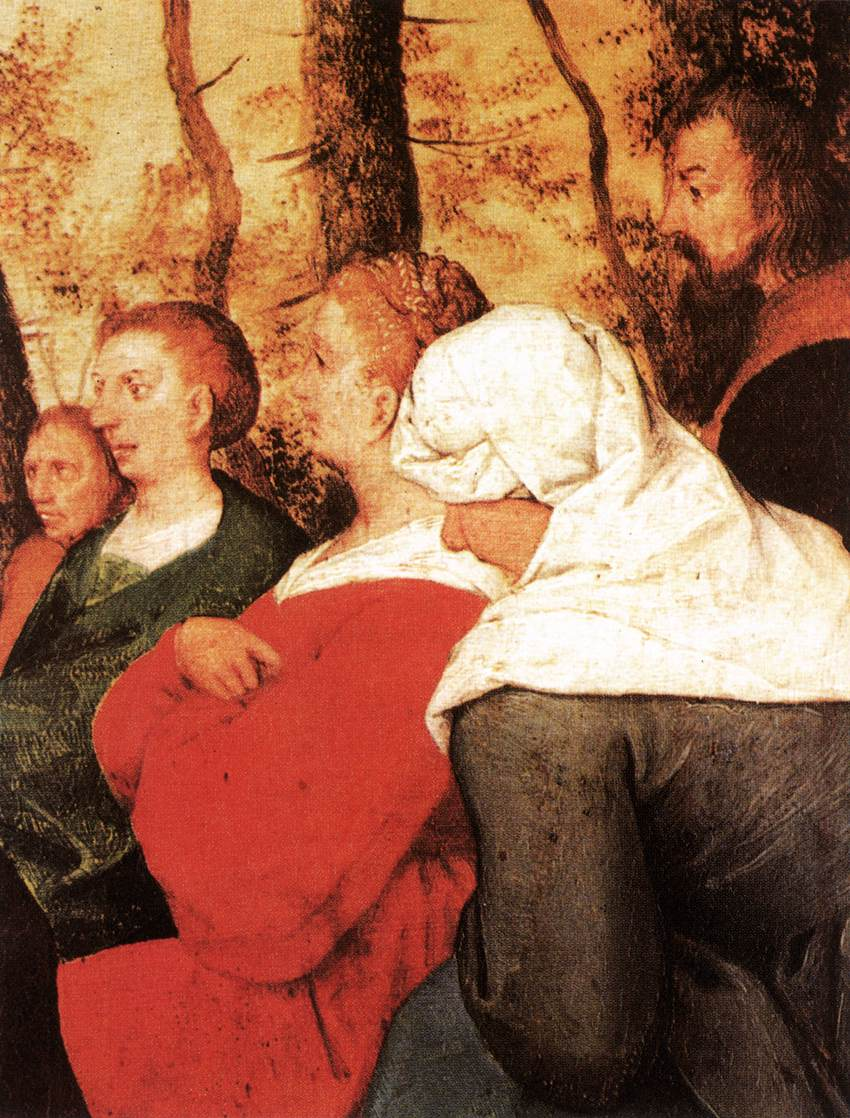
«Проповідь Іоанна Хрестителя» (1566) — картина Брейгеля на якій, ймовірно, він зобразив себе, дружину та тещу.

З Антверпена до Брюсселя можна було дістатися за один день. Ймовірно саме ця обставина дозволяла Брейгелю нерідко здійснювати цю подорож. Після смерті ван Альста його дружина Майкен Верхюльст, з часом, переїхала до Брюсселя з дітьми. Оскільки Брейгеля добре знали в цій сім'ї, Верхюльст могла запропонувати йому взяти шлюб зі своєю дочкою. Пропозиція була прийнята, але майбутня теща поставила йому одну умову — залишити Антверпен і оселитися в Брюсселі. Карель ван Мандер розповідає, що в Антверпені у Брейгеля був любовний зв'язок зі служницею, який нібито міг закінчитися одруженням. Крім того, його коло друзів у Антверпені поступово зменшувалося, адже вони піддавалися гонінню з боку інквізиції й залишали місто. Надалі містом і взагалі країною прокотилися безлади, що отримали назву — «іконоборче повстання». В Антверпені розгромлена церква Богоматері, для якої Брейгель також робив ескізи вітражів. Додатковою обставиною переїзду до Брюсселя стало припинення співпраці з Ніколасом Йонгелінком. Останній придбав у Брейгеля загалом шістнадцять картин, серед яких останньою роботою була серія полотен «Пори року» (або «Дванадцять місяців»). Торговець Йонгелінк зазнав значних збитків під час фінансової кризи й був змушений брати величезні позики. Як заставу він віддав всю свою колекцію картин: двадцять дві роботи Флориса, одну Дюрера та шістнадцять Брейгеля, які потрапили на склад міського ломбарду. Таким чином сподівання Брейгеля на тривалу й плідну співпрацю з Йонгелінком були марними.
В архіві брюссельської церкви Діви Марії зберігся запис про одруження Пітера Брейгеля й Майкен ван Кук. На аркуші, де зроблено цей запис, немає ніяких дат. Однак, дослідники знайшли позначку «січень 1564» на звороті наступного аркуша паперу. Таким чином вони припустили, що запис про шлюб Брейгеля міг належати кінцю 1563 року. Після одруження він оселився з дружиною на вулиці От. В 1566 році Брейгель написав картину — «Проповідь Іоанна Хрестителя». Дослідники припустили, що чоловік з трохи кучерявим темним волоссям і бородою нагадує Брейгеля, поруч з ним молода золотоволоса жінка в червоній сукні його дружина Майкен, а літня жінка в зеленому вбранні — теща Майкен Верхюльст.

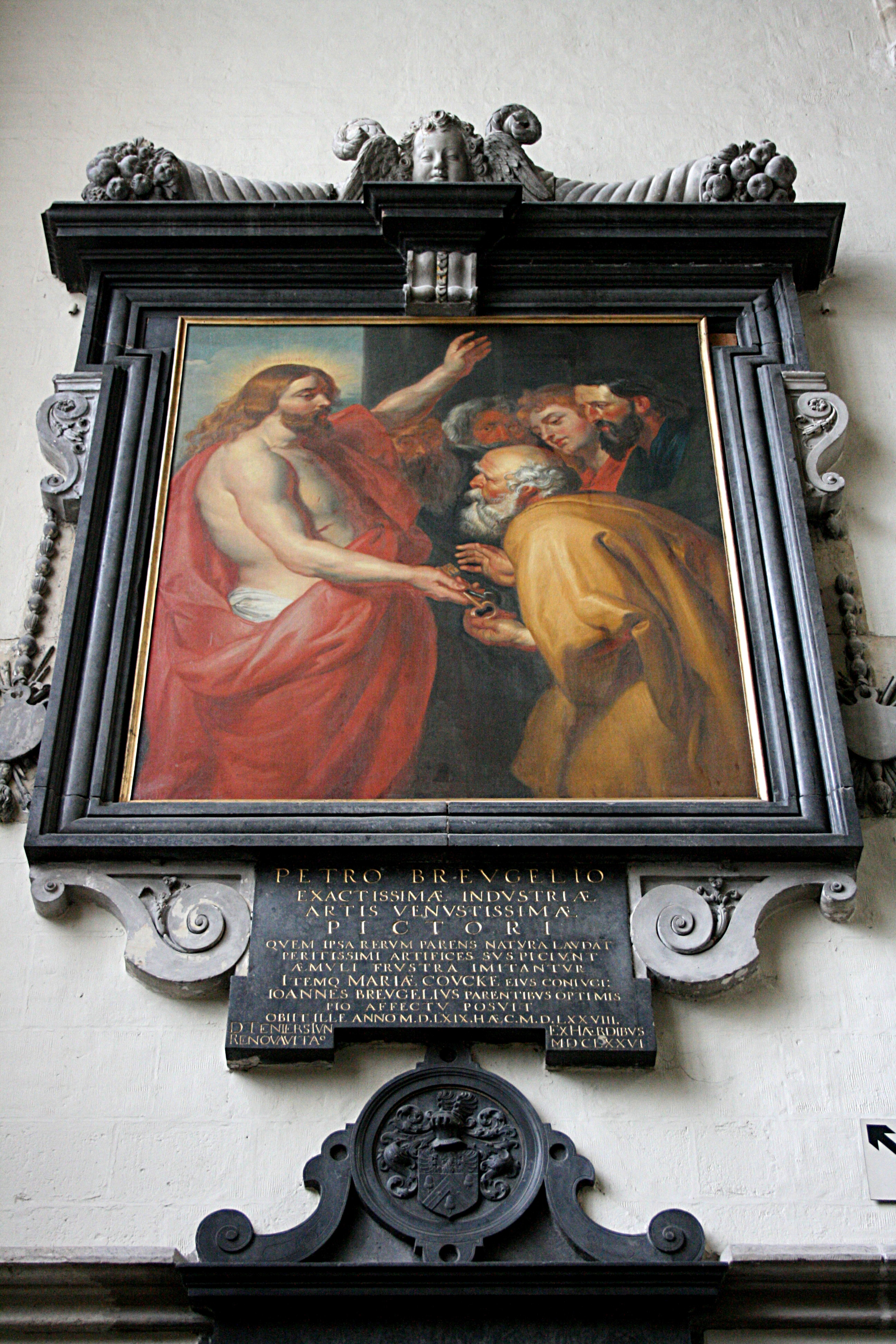
Пам'ятна табличка в церкві Діви Марії (Брюссель) на місці поховання Брейгеля Старшого.

У шлюбі в подружжя було троє дітей:
- Пітер Брейгель (Молодший) (нід. Pieter Brueghel, 23 травня 1564/10 жовтня 1564 — бл. 1564—1565) — перша дитина подружжя Брейгелів. Названий на честь батька. Отримав прізвисько «Пекельний» завдяки своєму захопленню на ранніх етапах творчості зображенням картин Страшного суду[54][55].
- Ян Брейгель (нід. Jan Brueghel, 1568 — 13 січня 1625) — друга дитина. Отримав прізвисько «Оксамитовий», «Райський» за незвичну техніку передачі кольорів[56][55][57].
- Марія Брейгель (нід. Maria Brueghel) — донька, відомості про народження та життя якої відсутні[58]. Була охрещена в 1566 році[59].
- Катерина Брейгель (нід. Catharina Brueghel) — дівчина гіпотетично могла бути донькою або Брейгеля Старшого або Пітера Брейгеля (цирюльника). Відомості про народження та життя відсутні[59].

### Кінець життя
Кінець життя Брейгеля припав на тяжкі для країни часи. Поглиблювалася криза не тільки фінансова, а й політична. Повсюди діяла інквізиція у відповідь на яку населення спалювало храми, вбивали чиновників та католицьких священників, знищували культурні об'єкти. Брейгель, який протягом усього життя характеризувався, як художник, що іронічно висміює вади суспільства, алегорично зображає різні політичні події та осіб, більше не міг повною мірою працювати. Деякі роботи загрожували його власній безпеці й за спогадами дружини та друзів були знищені. В останні місяці життя перед художником відкрилася приваблива перспектива нової великої роботи. Попри на важкі часи, міська рада Брюсселя вирішила спорудити канал, який мав би з'єднати Брюссель і Антверпен. Брейгелю були замовлені картини, що зображують різні етапи будівництва. Початок 1569 року розпочався для Брейгеля з невідомої для нас хвороби, про яку писав ван Мандер. Художник хворів до осені й не одужавши помер у вересні. Перед самою смертю він наказав дружині знищити деякі роботи, які вважав небезпечними для добробуту родини й заповів їй свою улюблену картину «Пейзаж з фермерами, що танцюють і сорокою на шибениці». Тіло художника було поховане в церкві Діви Марії, де шість років тому він одружився з Майкен ван Кук. З часом на могилі було встановлено пам'ятний монумент автором якого був його молодший син Ян Брейгель. В 1676 році монумент реконструював Давід Тенірс (Молодший), який доводився чоловіком дочки Яна Брейгеля.

## Творчий доробок
Більшість знавців та дослідників сходяться на думці, що Брейгель став «родоначальником національного пейзажу». У своїй творчості він намагався передати самобутність нідерландської природи в різні пори року. Його пейзажі разюче вирізняються від тих, які існували в тогочасному мистецтві під умовною назвою італійські. В його картинах панорамний ландшафт зображений немов би з башти або високої точки. Таким чином він передавав глядачам майже неосяжний простір. На відміну від інших живописців доби Відродження Брейгель не ідеалізував людей. Зображені ним персонажі не містили релігійного екстазу чи величності. Вони були простими працівниками в полі або ледацюгами, дітьми під час забав або пияками під час близького конфлікту. Мотиви дій та характер персонажів Брейгель зумів передати за допомогою поз, жестів, одягу чи оточення. Мистецтвознавиця та членкиня міжнародної ради музеїв (ICOM) Морозова Ольга Владиславівна вважає Брейгеля не тільки основоположником національного пейзажу, але й жанрової картини в Нідерландах. В його трактуванні сільська тематика розкрита за допомогою повчання. В постатях селян він зображав не індивідуальні риси, а загальні, побутові. Все це знайшло відбиток у таких картинах: «Врожай кукурудзи» (відома, як «Жнива»), «Заготівля сіна», «Зимовий пейзаж з пасткою для птахів», «Весілля» та інших.

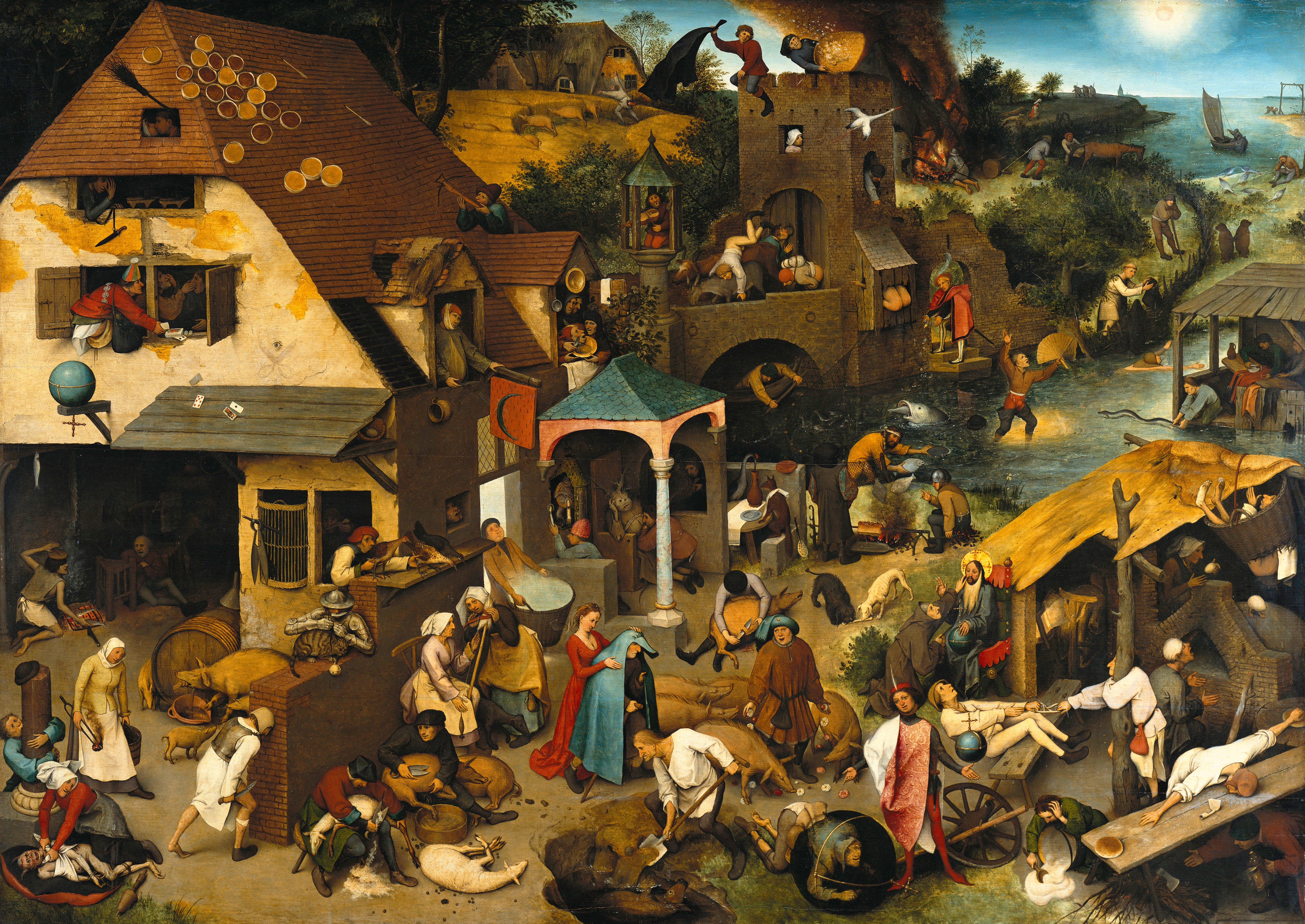
«Фламандські прислів'я» (1559) — картина Брейгеля на гуманістично-релігійні роздуми щодо пороків суспільства.

Творчість Брейгеля випала на бурхливі часи. Він жив у країні під іспанською й католицькою владою, що підтримувалася за допомогою інквізиції. Його власні релігійні погляди залишаються невідомими: він мав покровителів серед гуманістів та купців, але не виступав відкрито проти католицизму чи протестантизму. Картину «Фламандські прислів'я» можна сприймати як спробу дослідження релігійності, моралі, які розкриваються через прислів'я та ідіоми. Брейгель намагався передати своє бачення тогочасного суспільства. На картині воно виглядає як анархія, де кожен персонаж сам за себе та відбиває одне чи декілька прислів'їв. Мистецтвознавець та історик культури Паола Дмитрівна Волкова вважала, що Брейгель міг бути знайомим з поемою Себастіана Бранта «Корабель дурнів». В ній було повчання для суспільства та критика його пороків. Картина була достатньо дотепною, фольклорною та мала на меті повчати глядачів. Брейгель використав метод інверсії, коли прямий сенс використав замість потаємного. В його сприйнятті світ був метафорою абсурду. Перебуваючи під впливом від гуманізму він наголосив сюжетом картини, що світ створений прекрасним, але саме люди, від яких походить зло, роблять його абсурдним.
В 1562 році відбулося масове вбивство католиками французьких протестантів у Вассі. Ця звістка швидко рознеслася серед інших країн. Брейгель цілком імовірно міг дізнатися про неї від своїх друзів гуманістів. Ці події могли справити на художника глибоке враження й надихнути на створення трьох картин: «Архангел Михаїл вбиває апокаліптичного дракона» (більш відома, як «Падіння бунтівних янголів»), «Тріумф смерті» та «Божевільна Грета». Доктор мистецтвознавства та головний куратор королівського музею витончених мистецтв в Антверпені Вальтер Ванбеселаре ще в 1944 році висловлював припущення, що зазначені картини за задумом Брейгеля були частиною трилогії. У 2011 році його дослідження підтримала та значно розвинула Ганна Павлак (англ. Anna Pawlak), опублікувавши свою дисертацію під назвою «Trilogie der Gottessuche». За її переконанням всі три картини дійсно були спочатку створені в одному жанрі та концептуальній ідентичності, а саме трилогії, яка стосується теми пороків, шляхів порятунку та невидимої присутності чи відсутності Бога. Павлак запропонувала об'єднати роботи під спільною назвою — «Трилогія пошуку Бога».

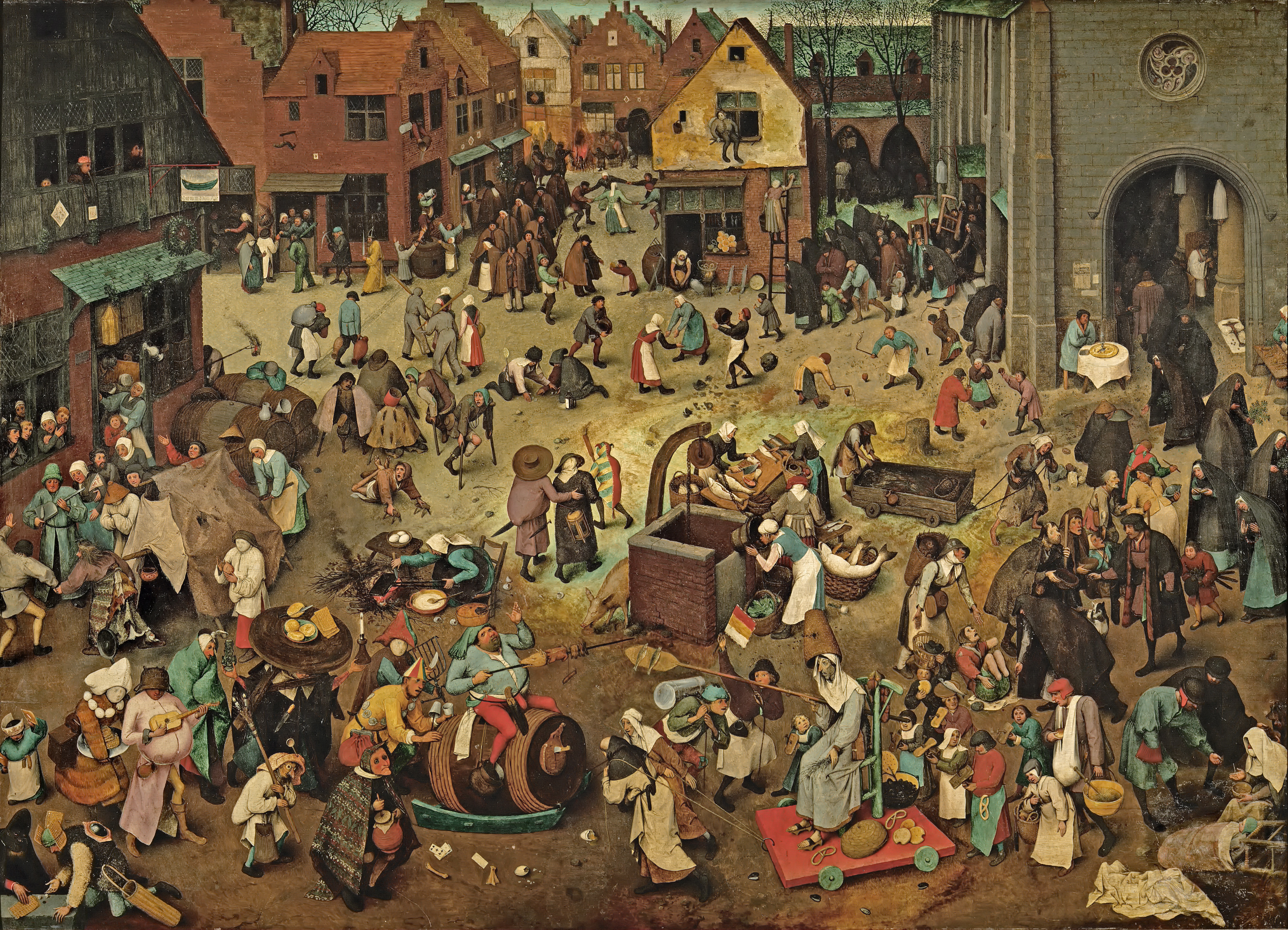
«Бійка між Карнавалом і Постом» (1559) — картина Брейгеля, що є прикладом використання техніки припороху.

Наразі однією з найвпізнаваніших картин Брейгеля є «Зведення Вавилонської вежі», яка існує у двох варіаціях. Вважається, що ідея написання виникла під час відвідання залишків Колізею в Римі. Серед дослідників існує думка, що початкова картина не збереглася, а наступні дві, вже в меншому розмірі Брейгель створив значно пізніше.
В ті часи Брейгель, як і більшість інших художників використовували різні методи копіювання при підготовці до написання картин. Була відома техніка сітки, що досить часто застосовувалася в італійському живописі, наприклад у Тінторетто. Вона полягала в тому, що художник розкреслював малюнок на квадрати, такі ж в більшому масштабі наносив на полотно або дошку й вже потім переносив малюнок «по квадратах». Більш точний метод пов'язаний з використанням картонів (ескізів в повний розмір). Картон або наколювали, для того, щоб потім за допомогою припороху вугіллям перенести малюнок. За допомогою голки робили тонкі проколи на малій відстані один від одного й потім розчин сажі проходив крізь отвори й залишав відбиток по контуру. Яскравим прикладом такої техніки слугує картина Брейгеля — «Бійка між Карнавалом і Постом». Техніка у Брейгеля була такою ж, як і в інших фламандських художників. Він брав високоякісну дубову дошку, покривав її міздряним клеєм (швидше за все, заячім), який закорковував всі тріщини, а вже потім наносив крейдяну ґрунтовку. Ґрунт наносився в декілька шарів, кожен з яких натирався хвощем. В цій рослині присутній аморфний кремнезем, тобто це дуже гарний абразив. Потім по ґрунту клали так звану імприматуру, що являє собою процес кольорового тонування поверхні ґрунту. Цей перший шар масляних фарб у Брейгеля був, як правило, білим, а у Брейгеля Молодшого злегка бежевим або сірим).
Брейгель при виконанні картин переважно використовував два кольори: синій (смальта й азурит) та зелений. Однак, з плином часу, вони втратили більшу частину своєї інтенсивності, змінюючи таким чином загальний вигляд картини. Це було викликано тим, що смальта та інші барвники в ті часи була дешевими й доступнішими художникам. Брейгель міг передавати природні об'єкти невластивими їм кольорами, як, наприклад, жаб в коричневих відтінках на картині «Божевільна Грета».
Творчість Брейгеля була популярною як за його життя, так і після смерті. Найбільшим шанувальником можна вважати імператора Священної Римської імперії Рудольф II. Він був ініціатором створення в Празі картинної галереї. За його розпорядженням було придбано велику кількість картин Пітера Брейгеля. Картини «Архангел Михаїл вбиває апокаліптичного дракона», «Зимовий пейзаж з пасткою для птахів», «Перепис у Вифлеємі» знаходяться в королівському музеї витончених мистецтв в Брюсселі.

## Оцінка творчості
Абрагам Ортеліус, фламандський географ та картограф, творець першого географічного атласу, близький друг художника говорив наступне:
|  | Він [Брейгель] покинув нас у розквіті сил. Чи не подумала смерть, побачивши його надзвичайне мистецтво, що він старіший, аніж був насправді! |

Американський мистецтвознавець, володар Пулітцерівської премії за критику Джеррі Зальц характеризував творчість Брейгеля наступним чином:
|  | Брейгель недостатньо складний для більшості вчених. Однак виявляється, що "не складне" — це ліки для нашого складного часу. Брейгель безпосередньо спілкується з корою головного мозку. Його робота не є паліативом чи уявленням про «прекрасне. Швидше це підтвердження фундаментальних структур бачення, мислення, почуттів, страху, сподівання, отримання задоволення від маленьких зручностей та інтуїції речей, більших за всіх нас. |

Британський мистецтвознавець та критик Джонатан Джонс говорив про Брейгеля наступне:
|  | Ось моє золоте правило: єдиний Брейгель, яким варто захоплюватися, — це той, чиє ім’я пишеться без “h”. Пітер Брейгель Старший. Як і Шекспір, він може зафіксувати театр життя в сценах, які є комічними, але сповненими гострих психологічних портретів...Він один з найзворушливіших і найгуманніших серед усіх художників. |

Мистецтвознавець Лев Дмитрович Любимов характеризував творчість Брейгеля наступним чином:
|  | ...всі шукання цього періоду нідерландського живопису, навіть краще у творчості талановитих майстрів справді демократичного й національного спрямування, являються лише пустощами у порівнянні з досягненнями майстра, після якого чортівня Ієроніма Босха здається вже зовсім іграшковою і який знаменує собою одну з вершин образотворчого мистецтва всіх часів і народів. |

## Вшанування пам'яті
- 9664 Брюґель — астероїд головного поясу, відкритий 17 квітня 1996 року[79].

### Пам'ятники
- бронзова статуя художника біля церкви Діви Марії в Брюсселі. Була встановлена в 2019 році скульптором Томом Франценом з нагоди 450-ї річниці смерті Брейгеля[80].
- національний монумент[nl] на честь художника. Виконаний архітектором Олександром Крофоллером в 1926 році та розміщенний в селищі Сон ен Брейгель[81].
- бронзовий бюст Брейгеля на постаменті. Виконаний Яном Каувенбергом в 1999 році та розміщений у селищі Сон ен Брейгель[81].

### Виставки картин

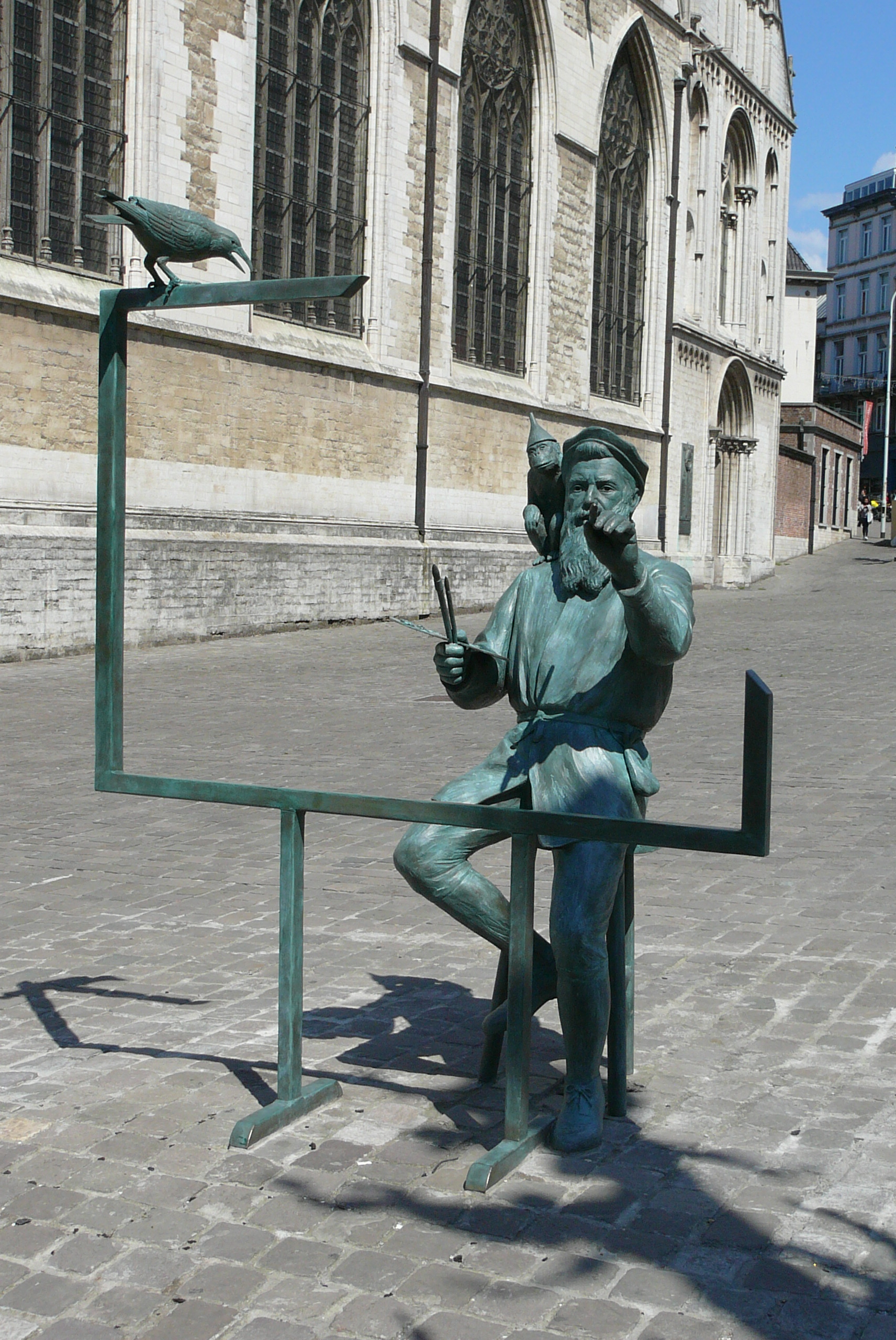
Статуя Пітера Брейгеля Старшого, що встановлена неподалік церкви Діви Марії в Брюсселі, де він похований.

- 2001 рік — спільна виставка музеїв мистецтва Метрополітен та Бойманса — ван Бенінгена, що відбулася в Нью-Йорку[82].
- 2013—2014 рік — національний музей старовинного мистецтва в Лісабоні організував виставку — «Рубенс, Брейгель, Лотарингія: Північний пейзаж з музею Прадо'»[83].
- 2014—2016 рік — в художній галереї Christie's Mayfair провели виставку «Поганий пастух», що зображала вплив Пітера Брейгеля Старшого та його мистецької династії на творчість художників у XXI столітті[84].
- 2015 рік — в культурному центрі Reithalle в Падерборні пройшла виставка робіт художньої династії Брейгелів[85].
- 2018 рік — віденський музей історії мистецтв організував виставку, що була присвячена 450-річчю з дня смерті Пітера Брейгеля Старшого[86][87].
- 2018 рік — королівські музеї витончених мистецтв разом з Google Cultural Institute реалізували проєкт, у рамках якого оцифрували всі відомі твори Брейгеля Старшого. Картини доступні для перегляду на каналі YouTube та на платформі віртуального додатка — Google Cardboard. Безпосередньо в самому музеї розміщені інтерактивні екрани, які за допомогою технології art-meet-tech дозволяють досліджувати картини Брейгеля у віртуальній реальності[88][89].

### У масовій культурі
- «Пітер Брейгель» (1928) — історичний роман Фелікса Тіммерманса(інші мови).
- «Одержимий[en]» (1999) — роман Майкл Фрейна про знахідку втраченої картини з серії «Пори року» (або «Дванадцять місяців»).
- «Соляріс» (1972) та Дзеркало (1974) — кінострічки Тарковського Андрія Арсенійовича, в яких він посилається на картини Брейгеля.
- «Легенда про Тіля» (1976) — художній фільм Олександра Алова та Володимира Наумова за мотивами картин Брейгеля.
- «Млин та хрест(інші мови)» (2011) — художній фільм Леха Маєвські за мотивами картини Брейгеля «Несення хреста»
- «Музейні години[en]» (2012) — художній фільм Джема Коєна, в якому гід детально розповідає про картини Брейгеля, що виставлені у віденському Художньо-історичному музеї.
- «Меланхолія» (2011) — художній фільм Ларса фон Трієра, в якому використані кілька картин Брейгеля.
- «Тут більше, ніж просто оселедець» (2 листопада 2020 року) — вистава Мартинова Володимира Івановича для людей з вадами слуху та зору за мотивами картини «Фламандські прислів'я»[90].